# Pedro Masaveu Rovira
Pedro Masaveu Rovira (Castellar del Vallés, 1828 - Barcelona, 2 de marzo de 1885) fue un banquero y empresario español establecido en Asturias, fundador de la Banca Masaveu, empresa que dio origen a la Corporación Masaveu, uno de los principales grupos económicos en Asturias y España, con intereses en diferentes sectores económicos.

## Biografía
Pedro Masaveu Rovira nació en 1828 en el seno de una pequeña familia burguesa en Castellar del Vallès, donde se conserva la Casa Masaveu. A los 13 años se trasladó a Asturias con el objetivo de embarcarse a Cuba, pero en Oviedo comenzó a trabajar en el establecimiento textil «Barrosa, Fernández y Compañía». A la muerte del propietario, se asoció y casó con la viuda y heredera Carolina González Arias-Cachero. Hizo prosperar el negocio, motivo por el que hace venir otros castellarenses, como Doménec Boadella Albert, Martí Comas Farrell y sus sobrinos Elías Masaveu Rivell y Vicente Masaveu Rivas. Creó los primeros grandes almacenes de Oviedo y la primera galería de arte de Asturias. En 1864 participó en la creación del Banco de Oviedo y en 1870 creó la compañía «Pedro Masaveu y Cía», núcleo del «Grupo Masaveu», posteriormente llamado Corporación Masaveu. El sucesor de Masaveu Rovira, su sobrino Elías Masaveu Rivell, fundó en 1898 «Tudela Veguín», la primera empresa de cemento Portland de España.